# Saint-Hilaire-Taurieux
Saint-Hilaire-Taurieux é uma comuna francesa na região administrativa da Nova Aquitânia, no departamento de Corrèze. Estende-se por uma área de 8,61 km². Em 2010 a comuna tinha 109 habitantes (densidade: 12,7 hab./km²).